# Queen Latifah
Queen Latifah, właśc. Dana Elaine Owens (ur. 18 marca 1970 w Newark) – amerykańska raperka, piosenkarka, aktorka, prezenterka i producentka muzyczna.
Jej pseudonim artystyczny, Latifah (لطيفة), oznacza po arabsku delikatny, wrażliwy.
Sprzedała około dwa miliony albumów na całym świecie. Jest jedną z pierwszych kobiet w muzyce hip-hopowej. Za swoje dokonania otrzymała Grammy, Emmy, Złoty Glob oraz nominację do Oscara. Była inspiracją dla takich artystów jak: Missy Elliot, Lil' Kim, Fugees czy Lauryn Hill. W 2006 uhonorowano ją gwiazdą na Hollywood Walk of Fame.

## Biografia
Dorastała w New Jersey i Kalifornii. Jej starszy brat, Lancelot Jr., zginął w 1992 roku w wypadku motocyklowym, jadąc pojazdem zakupionym przez jego siostrę. Queen Latifah do dziś nosi na szyi klucz od tego motocykla.
W 1989 podpisała kontrakt z wytwórnią Tommy Boy Records. Jeszcze tego samego roku wydała debiutancki album All Hail the Queen. Dwa lata później pojawił się drugi i ostatni album z Tommy Boy Records, Nature of a Sista.
Karierę filmową rozpoczęła na początku lat 90., grając drugoplanowe role w filmach Miasto aniołów 2 i Malaria, które nie odniosły wielkich sukcesów.
W 1993 roku pojawiła się trzecia płyta artystki, Black Reign, zawierająca przebój „U.N.I.T.Y.”, za który Queen Latifah otrzymała nagrodę Grammy. W 1996 zagrała jedną z głównych ról w filmie Desperatki. Dwa lata później na rynek muzyczny wyszedł czwarty już album raperki, Order in the Court. W 1999, u boku Denzela Washingtona i Angeliny Jolie, wystąpiła w thrillerze Kolekcjoner kości.
Swój główny sukces i uznanie zdobyła dzięki roli Mamy Morton w oscarowym musicalu Chicago (2002). Ona sama otrzymała nominację dla najlepszej aktorki drugoplanowej, przegrywając z Catherine Zeta-Jones nagrodzoną za rolę w tym samym filmie.
Kolejne trzy albumy ukazały się w latach 2004, 2007 i 2009; kolejno: The Dana Owens Album, Trav'lin' Light i Persona. W tym czasie grała również w licznych produkcjach filmowych: Wszystko się wali (2003), New York Taxi (2004), Salon piękności (2005), Ostatnie wakacje (2006), Lakier do włosów (2007), Sekretne życie pszczół (2008), Radośnie śpiewajmy (2012) czy 22 Jump Street (2014). Podkładała także głos pod rolę Eli w Epoce lodowcowej.
W latach 2013–2015 prowadziła swój własny program telewizyjny The Queen Latifah Show.

## Dyskografia
- 1989: All Hail the Queen
- 1991: Nature of a Sista
- 1993: Black Reign
- 1998: Order in the Court
- 2002: She's the Queen: A Collection of Hits
- 2004: The Dana Owens Album
- 2005: 20th Century Masters – The Millenium Collection: The best of Queen Latifah (2005)
- 2007: Trav'lin' Light
- 2009: Persona
- 2011: We all ella: celebrating the first

## Filmografia
- 2016: Cuda z nieba

jako Angela
- 2016: Epoka lodowcowa 5: Mocne uderzenie jako Ela (głos)
- 2013: House of Bodies jako Nicole
- 2012: Radośnie śpiewajmy jako Vi Rose Hill
- 2012: Steel Magnolias jako M'Lynn
- 2012: Epoka lodowcowa 4: Wędrówka kontynentów jako Ela (głos)
- 2012: Hairspray 2 jako Motormouth Maybelle
- 2011: Sekrety i grzeszki  jako Susan Warner
- 2010: Wygrać miłość jako Leslie
- 2010: Lakier do włosów 2 (Hairspray 2) jako Motormouth Maybelle
- 2010: Walentynki (Valentine's Day) jako Paula Thomas
- 2009: Epoka lodowcowa 3: Era dinozaurów jako Ela (głos)
- 2008: Sekretne życie pszczół jako August Boatwright
- 2008: Co się zdarzyło w Las Vegas (What Happens in Vegas...) jako Dr. Twitchell
- 2008: Skok na kasę (Mad Money) jako Nina Brewster
- 2007: The Perfect Holiday jako Pani Święta
- 2007: Life Support jako Ana Willis
- 2007: Lakier do włosów (Hairspray) jako Motormouth Maybelle
- 2006: Epoka lodowcowa 2: Odwilż jako Ela (głos)
- 2006: Przypadek Harolda Cricka (Stranger Than Fiction) jako Penny Escher
- 2006: Ostatnie wakacje (Last Holiday) jako Georgia Byrd
- 2005: The Muppets' Wizard of Oz jako Ciocia Em
- 2005: Salon piękności (Beauty Shop) jako Gina Norris
- 2004: New York Taxi (Taxi) jako Belle
- 2004: Barbershop 2: Z powrotem w interesie (Barbershop 2: Back in Business)
- 2004: Crash nebula jako Pam Dromeda (głos)
- 2004: Piknik (The Cookout) jako Oficer ochrony
- 2003: Wszystko się wali (Bringing Down the House) jako Charlene Morton
- 2003: Straszny film 3 (Scary Movie 3) jako ciocia Shaneequa
- 2002: Brown Sugar jako Francine
- 2002: Chicago jako Matron 'Mama' Morton
- 2002: Głosy z zaświatów (Living with the Dead) jako Midge Harmon
- 2002: Miśki Country (The Country Bears) jako Cha-Cha
- 2002: The O.Z. jako Glinda
- 2002: Pinokio (Pinocchio) jako gołąb (głos)
- 1999: Ciemna strona miasta (Bringing Out the Dead)jako Dispatcher Love (głos)
- 1999: Kolekcjoner kości (The Bone Collector) jako Thelma
- 1998: Kula (Sphere) jako Fletcher
- 1998: Pełnia życia (Living Out Loud) jako Liz Bailey
- 1998: Rodzina Flory (Mama Flora's Family) jako Diana
- 1997: Gangster (Hoodlum) jako Sulie
- 1996: Desperatki (Set It Off) jako Cleo
- 1993: Gra o życie (My Life) jako Theresa
- 1993: Kim jest ten facet? (Who's the Man?) jako ona sama
- 1993: Living Single jako Khadijah James (1992-1998)
- 1992: Miasto aniołów 2 (Juice) jako Ruffhouse M.C
- 1991: Prywatka 2 (House Party 2) jako Zora
- 1991: Jungle Fever (Jungle Fever) jako Lashawn